# Жан Бодель
Жан (Жеан) Бодель (фр. Jean Bodel; 1165–1210) — французький поет.

## Життєпис
Народився, працював та помер у Аррасі. Був професійним жонглером і членом Арраської корпорації жонглерів і містян. Вважається одним з перших представників північнофранцузької міської поезії, часто його відносять до труверів.
Захворів на проказу і близько 1202 року був поміщений у приміський лепрозорій Арраса, де й помер 1210 року.

## Твори
Бодель залишив досить багату поетичну спадщину. Збережені твори:
- 9 фабліо, на сюжети яких згодом спиралися Бокаччо і Лафонтен;
- Епічна поема з елементами лицарського роману «Guiteclin de Sassaigne ou Chanson des Saxons», в якій зображена боротьба саксонського герцога Відукінда з Карлом Великим;
- Декілька пастурелей;
- Передсмертне віршоване «Прощання» (Congé) з друзями;
- Драматична «Гра про св. Миколу» (Le Jeus de Saint-Nicolas).